# Чавчавадзе, Давид Захарович
князь Давид Захарьевич Чавчавадзе (12 сентября 1878 — не ранее 1917) — полковник Российской императорской армии, участник русско-японской и Первой мировой войн. Кавалер ордена Святого Георгия 4-й степени и Георгиевского оружия.

## Биография
Давид Чавчавадзе родился 12 сентября 1878 года в княжеской семье Чавчавадзе: сын Захария Чавчавадзе (1825—1905) и его второй жены княжны Марии Давыдовны Чавчавадзе (ум. 1921). По вероисповеданию был православным. Окончил Тифлисский кадетский корпус, после чего 1 октября 1897 года поступил на службу в Российскую императорскую армию. Военное образование получил в Николаевском кавалерийском училище, которое окончил по 1-му разряду и из которого был выпущен в 44-й драгунский Нижегородский полк (с 1907 года полк именовался 17-м). Был произведён в корнеты со старшинством с 9 августа 1899 года, в поручики — с 9 августа 1903 года.
Участвовал в русско-японской войне, во время которой был ранен. 9 августа 1907 года получил старшинство в чине штабс-ротмистра. Окончил Офицерскую кавалерийскую школу, с оценкой «успешно». 9 августа 1911 года получил старшинство в чине ротмистра. По состоянию на 1 сентября 1913 года служил в чине ротмистра в 17-м драгунском полку.
Принимал участие в Первой мировой войне. По состоянию на 26 февраля 1916 года служил в чине подполковника в том же полку. 26 февраля 1916 года был произведён в полковники со старшинством с 26 ноября 1916 года. 14 июня 1916 года назначен командиром Грузинского конного полка. По состоянию на 5 октября 1917 года служил в том же чине и на той же должности.

## Награды
Давид Захарьевич Чавчавадзе был удостоен следующих наград:
- Орден Святого Георгия 4-й степени (Высочайший приказ от 7 апреля 1915)
— «за то, что в бою 10 ноября 1914 г. у ст. Колюшки, во главе двух эскадронов, ворвавшись на неприятельскую тяжелую батарею под сильным ружейным огнем неприятельской пехоты и картечным огнем атакуемой и соседней батареи, захватил два тяжелых неприятельских орудия, причем был тяжело ранен»;
- Георгиевское оружие (Высочайший приказ от 7 февраля 1916);
- Орден Святого Владимира 3-й степени с мечами (Приказ по армии и флоту от 5 октября 1917);
- Орден Святого Владимира 4-й степени с мечами и бантом (1905);
- Орден Святой Анны 2-й степени с мечами (1905);
- Орден Святой Анны 4-й степени (1904);
- Орден Святого Станислава 2-й степени с мечами (1905);
- Орден Святого Станислава 3-й степени с мечами и бантом (1905).

## Комментарии
1. ↑  По другим сведениям, в 1920 году[1].
2. ↑  Приходилась своему мужу пятиюродной племянницей[2].